# Turnu Măgurele
Turnu Măgurele (a volte Tournoul) è un municipio della Romania di 29 768 abitanti, ubicato nel distretto di Teleorman, nella regione storica della Muntenia. 
La città si trova a poca distanza dal Danubio, 4 km a nord-est della confluenza in questo del fiume Olt, ed è stata fondata nei pressi del luogo in cui sorgeva il porto medievale di Turnu.
Sul Danubio si possono tuttora vedere alcuni resti di un ponte romano fatto costruire nel 330 dall'Imperatore Costantino I (all'epoca dei romani la città si chiamava Turris); oggi i collegamenti con la sponda bulgara del Danubio sono assicurati da un servizio regolare di traghetti verso la città di Nicopoli.

## Storia
In romeno il nome della città significa Torre della collina e fa riferimento alla torre di un forte fatto costruire dall'Imperatore bizantino Giustiniano I nel VI secolo, della quale sono tuttora visibili alcuni resti.
La città venne occupata dagli Ottomani nel 1417, alla fine del dominio del Principe Mircea I di Valacchia e divenne, assieme a Giurgiu e Brăila, una kaza, ossia il capoluogo di un distretto amministrativo dell'impero. La dominazione ottomana fu ininterrotta, salvo brevi interruzioni durante le rivolte di Vlad III di Valacchia e di Michele il Bravo, finché non venne distrutta nel 1809 da Iancu Jianu e non più ricostruita fino alla fine di tale dominazione.
Tutta l'area dovette essere restituita al Principato di Valacchia in forza della Convenzione di Akkerman del 1826 e fu definitivamente assegnata al principato dal Trattato di Adrianopoli (1829). Turnu Măgurele divenne capoluogo del distretto nel 1839 e lo rimase fino al 1948.

## Monumenti e luoghi d'interesse
Il principale monumento della città è senz'altro la Cattedrale ortodossa (Catedrala Sfantul Haralambie), costruita ai primi del XX secolo sulla base dei progetti di quella di Curtea de Argeș.
Un altro punto interessante è il monumento all'indipendenza, costruito per celebrare il ruolo avuto dalla città nella Guerra d'indipendenza del 1877-78.
Nel centro della città è poi presente il secondo monumento per importanza che raffigura un soldato della Guerra d'indipendenza. Questa scultura è inoltre opera dell'artista italiano Raffaello Romanelli, che la costruì nel 1907.

## Economia
Turnu Măgurele è una città prevalentemente industriale, caratterizzata in passato da un grande impianto chimico, una fabbrica di motori diesel ed un'industria agroalimentare, alle quali si sono affiancate, dopo la caduta del regime comunista, altre aziende, principalmente tessili. 

## Galleria d'immagini

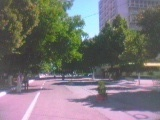
Bulevardul Indipendetei
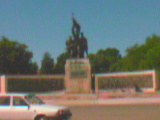
Monumentul Eroilor
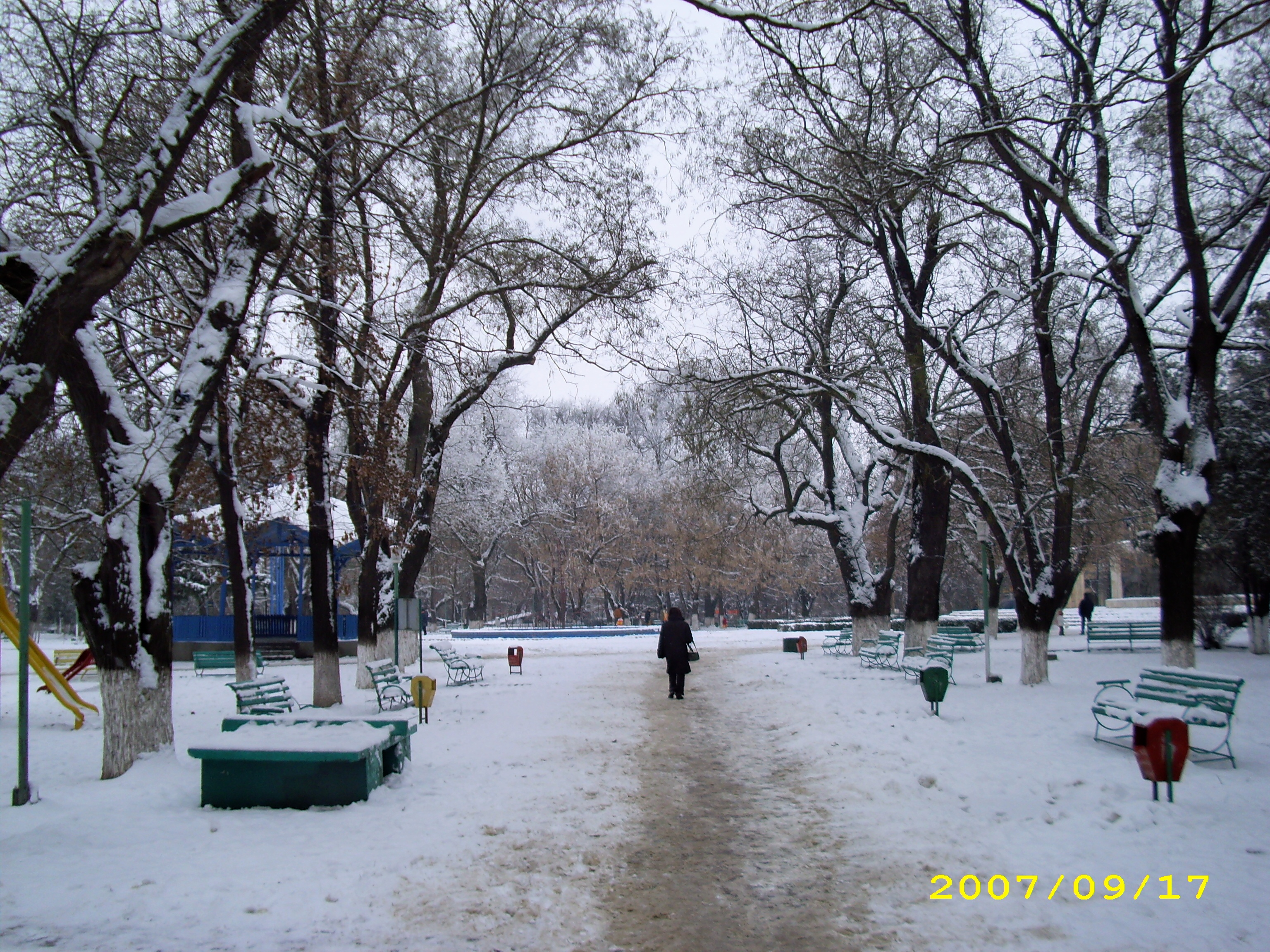
Giardini
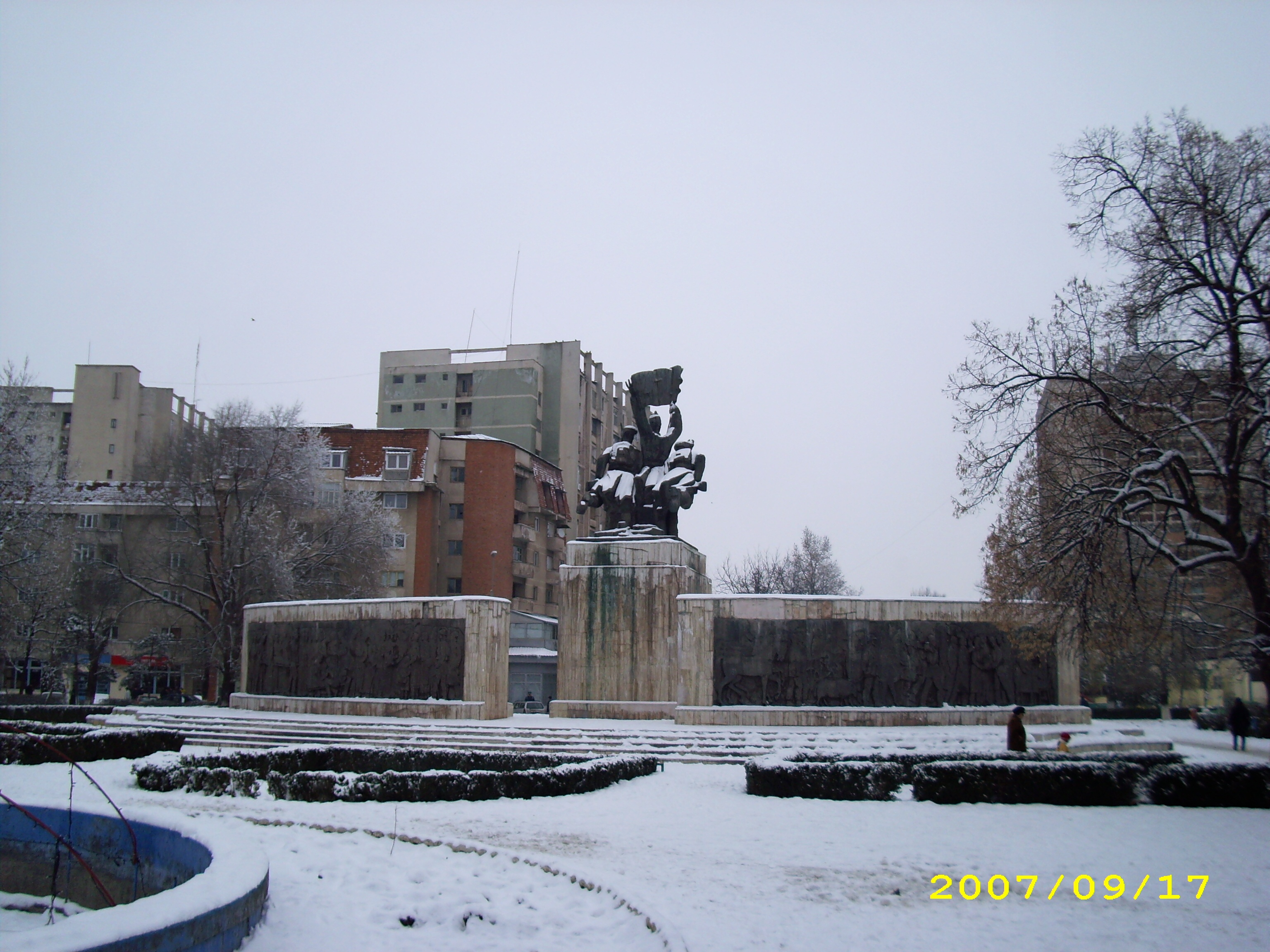
Monumentul Eroilor (retro)
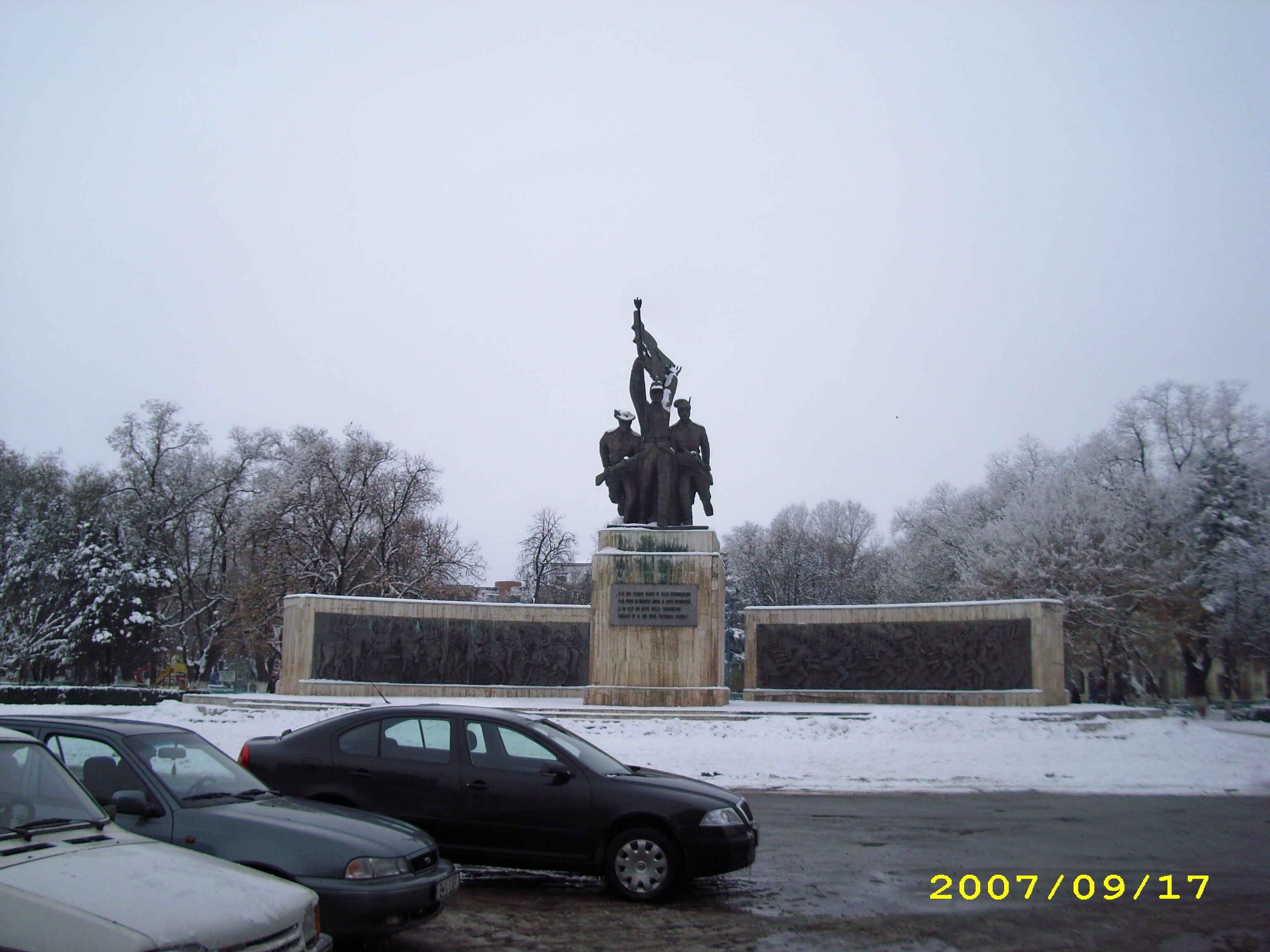
Monumentul Eroilor
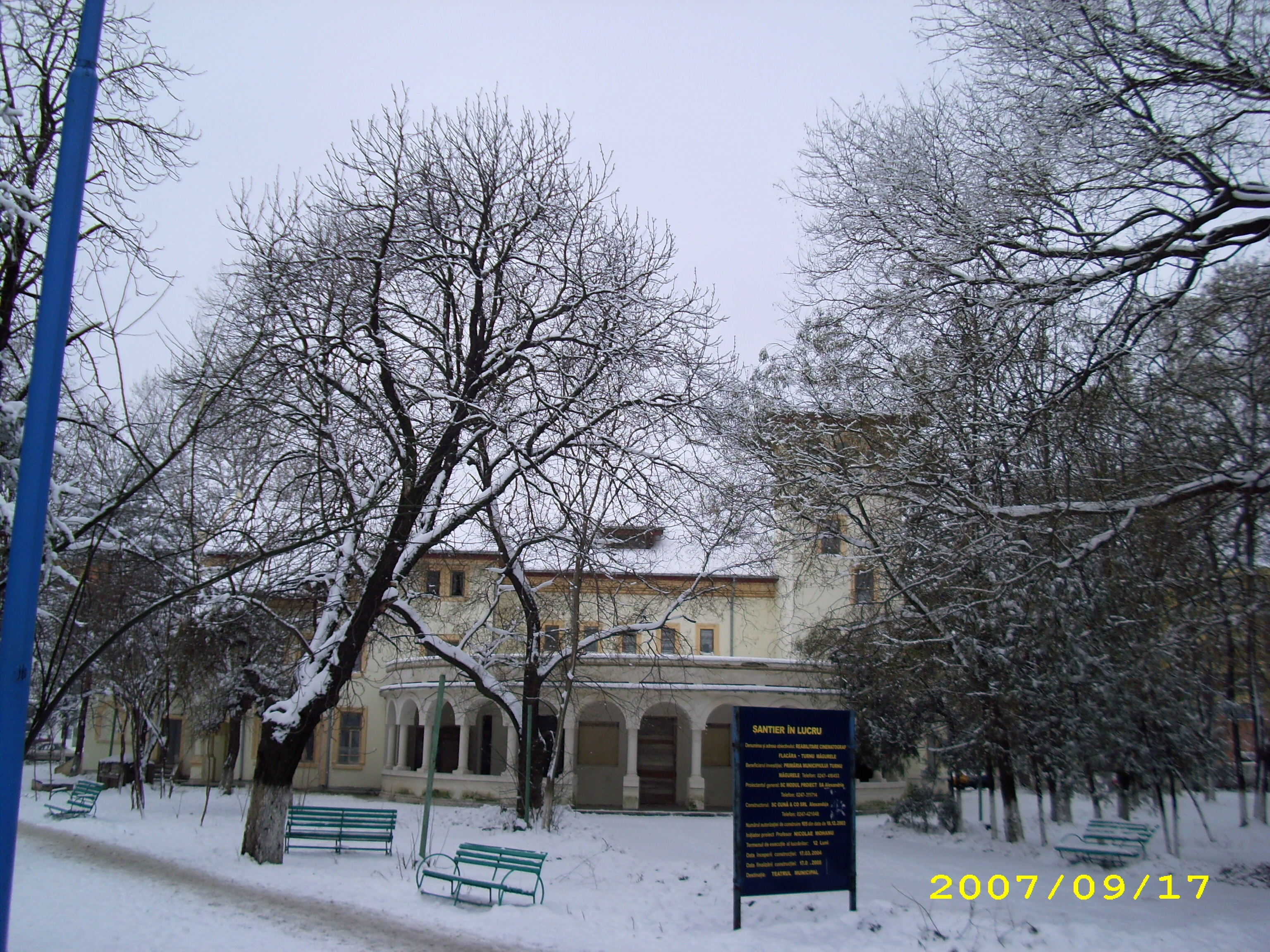
Casa de Cultura
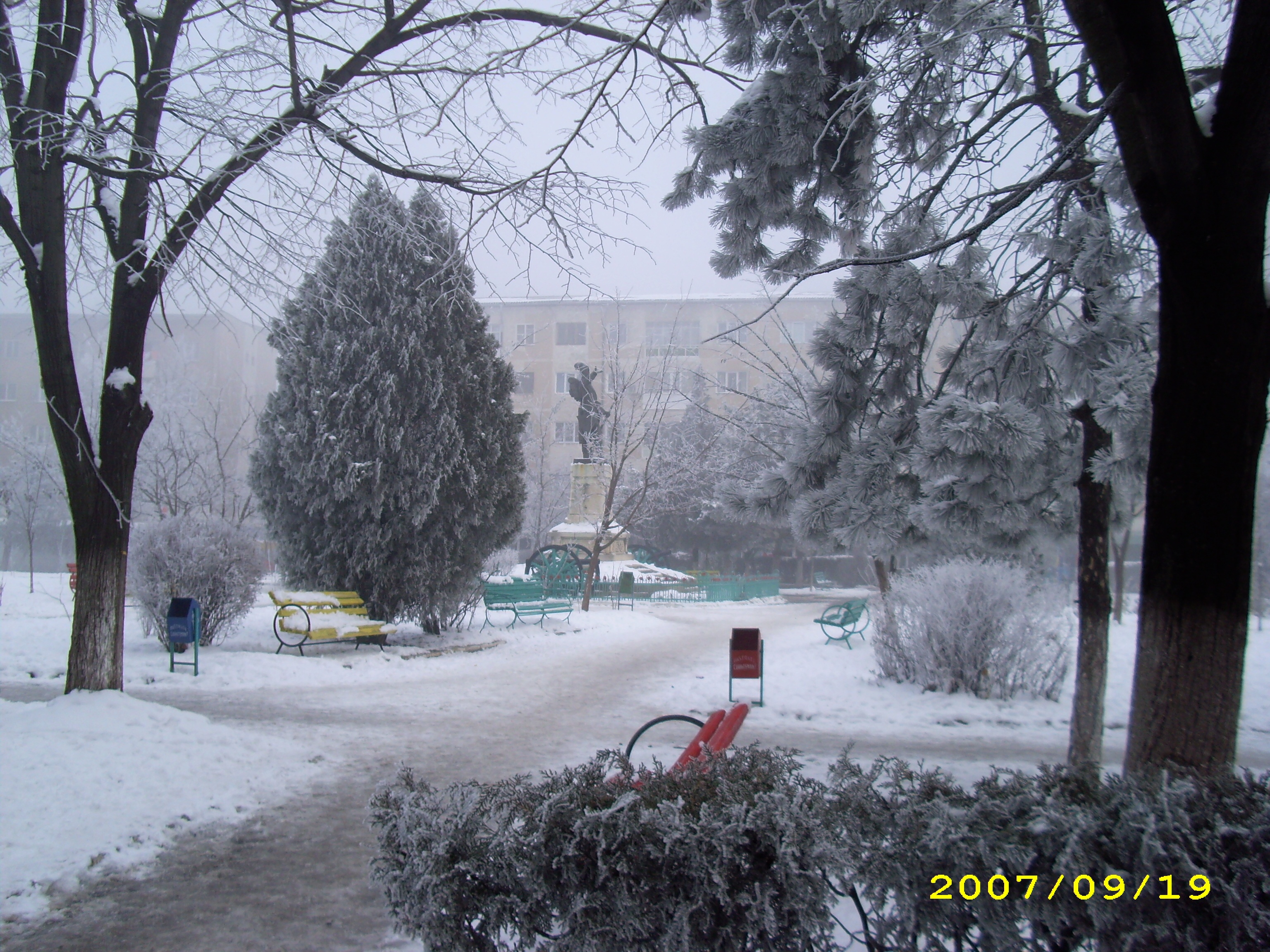
Giardinetti con la statua di Raffaello Romanelli
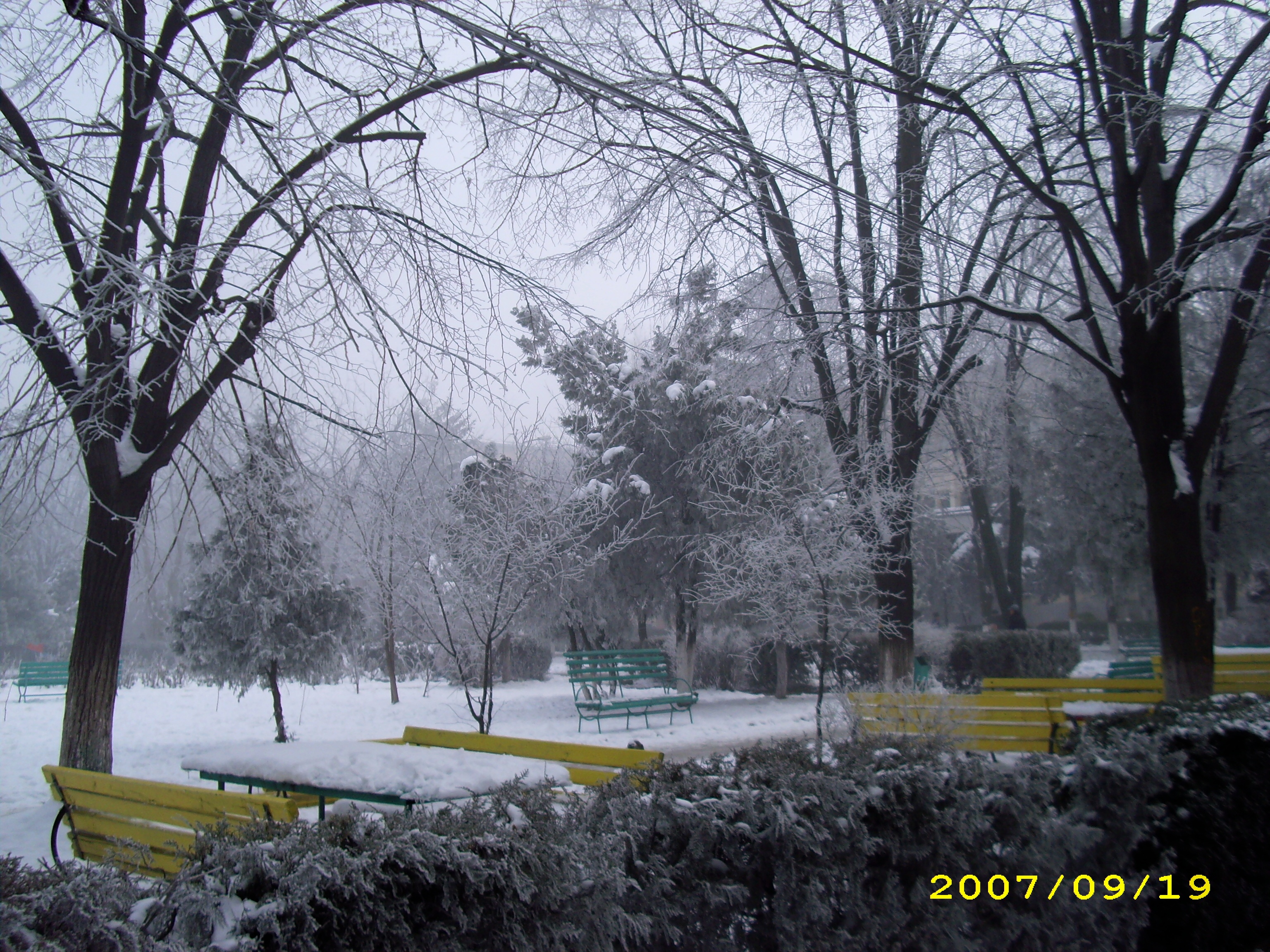
Giardinetti (altra visuale)